# Chrysobothris grancanariae
Chrysobothris grancanariae es una especie de escarabajo del género Chrysobothris, familia Buprestidae. Fue descrita científicamente por Niehuis & Gottwald en 1999.